# Миколаївська сільська рада (Роменський район)
Микола́ївська сільська́ ра́да — колишній орган місцевого самоврядування в Роменському районі Сумської області. Адміністративний центр — село Миколаївка.

## Загальні відомості
- Населення ради: 2 068 осіб (станом на 2001 рік)

## Населені пункти
Сільській раді підпорядковані населені пункти:
- с. Миколаївка
- с. Горове
- с. Житне
- с. Калинівка
- с. Погреби

## Склад ради
Рада складалася з 14 депутатів та голова.
- Голова ради: Матяш Володимир Григорович
- Секретар ради: Маханько Віктор Іванович

### Керівний склад попередніх скликань
| Прізвище, ім'я, по батькові | Основні відомості                                                                       | Дата обрання | Дата звільнення |
| --------------------------- | --------------------------------------------------------------------------------------- | ------------ | --------------- |
| Матяш Володимир Григорович  | Сільський голова, 1972 року народження, освіта вища, член Соціалістичної партії України | 26.03.2006   | 31.10.2010      |
| Матяш Володимир Григорович  | Сільський голова, 1972 року народження, освіта вища, член Партії регіонів               | 31.10.2010   |                 |

Примітка: таблиця складена за даними сайту Верховної Ради України